# Мортик (Уаліхановський район)
Морти́к (каз. Мортық) — село у складі Уаліхановського району Північноказахстанської області Казахстану. Адміністративний центр Коктерецького сільського округу, раніше було центром і єдиним населеним пунктом ліквідованої Новокрасновської сільської ради.
Населення — 388 осіб (2021; 595 у 2009, 975 у 1999, 1196 у 1989).
Національний склад станом на 1989 рік:
- казахи — 50 %
- німці — 33 %.

До 2000 року село називалось Новокрасновське.